# Фізичний інститут імені П. М. Лебедєва РАН
Фізичний інститут імені П. М. Лебедєва РАН (до 1991 року — АН СРСР) — один з найбільших і найстаріших науково-дослідних центрів Росії. Його наукова тематика охоплює практично всі основні напрямки фізики. Інститут складається з шести відділень, прирівняних за основними напрямками до науково-дослідних інститутів РАН.

## Історія
Заснована у XVIII столітті в рамках Академії наук Кафедра фізики в Санкт-Петербурзі була єдиним центром розвитку російської фізики. Кафедра мала добре обладнаний Фізичний кабінет, з яким були пов'язані всі основні експериментальні дослідження, які проводилися тоді в Академії. Одночасно Фізичний кабінет служив базою для читання перших в Росії курсів фізики. Роком заснування Фізичного кабінету прийнято вважати 1724 — рік заснування Академії наук, але його історія почалася раніше. Матеріальною основою Кабінету послужили зібрані в Кунсткамері до моменту її відкриття в 1714 році різні фізичні прилади, машини та інструменти, пошук і придбання яких проводилися за вказівкою Петра I після його поїздки в Європу. Поповнювалася Кунсткамера також приладами, виготовленими вітчизняними майстрами.
Починаючи з 1741 року, у Фізичному кабінеті проводив досліди М. В. Ломоносов. У своїх публічних лекціях з фізики він також спирався на Фізичний кабінет. В 1747 році в Кунсткамері була пожежа, під час якої значно постраждав і Фізичний кабінет, але вже на початку 1748 року Кабінетові було надано додаткове приміщення. Завдяки зусиллям директора Георга Ріхмана і підтримки Ломоносова на початку 1750-х років Фізичний кабінет став першим у Росії центром досліджень з експериментальної фізики та координатором роботи навчально-педагогічних установ.
Після занепаду Кабінету наприкінці XVIII століття нову сторінку в його історії відкрив Георг Фрідріх Паррот. Прийнявши керівництво, він з великою енергією взявся за реорганізацію Кабінету і добився в 1828 році його переведення з Кунсткамери в Головну будівлю Академії, де Фізичний кабінет (який згодом отримав статус Фізичної лабораторії, а потім перетворився на інститут) містився до переведення Академії наук з Санкт-Петербурга до Москви в 1934 році.
На початку 1894 року завідування Фізичним кабінетом було доручено відомому сейсмологу Б. Б. Голіцину. До часу його приходу в Кабінет там вже ніхто не працював. Голіцин привів Кабінет до ладу, поповнив його приладами. Під керівництвом цього вченого в 1912 році Кабінет перетворився на Фізичну лабораторію, яка проіснувала до 1921 року.

### Після революції
У період після Жовтневої революції Лабораторія переживала не кращі часи, поки в 1921 році вона не об'єдналася з Математичним кабінетом Академії наук в єдиний фізико-математичний інститут. Його директором став академік В. А. Стєклов. Інститут складався з трьох відділів: фізичного, математичного та сейсмічного (у 1928 році він був виділений в самостійний інститут). У 1932 році директором фізичного відділу став академік С. І. Вавілов.
Офіційною датою створення Фізичного інституту Академії наук СРСР вважається 28 квітня 1934 року, коли загальні збори Академії наук СРСР прийняли постанову про поділ Фізико-математичного інституту на два інститути: Математичний і Фізичний. Влітку 1934 року обидва інституту разом з Академією наук переїхали до Москви, зайнявши будівлю на Міуській площі, побудовану ще в 1912-1916 роках на пожертви Лідії Олексіївни Шанявської для побудови Фізичного інституту, який повинен був очолити Петро Миколайович Лебедєв. 18 грудня 1934 року Фізичного інституту було присвоєно ім'я П. М. Лебедєва.
Трансформація Фізичного відділу Фізико-математичного інституту у Фізичний інститут Академії наук символізувало з'єднання старої петербурзької академічної фізики з більш молодою московською університетською. Чималу роль в цьому зіграла і дружба Б. Б. Голіцина і П. М. Лебедєва, яка зародилася ще в дні їх навчання у Страсбурзькому університеті і тривала аж до смерті П. М. Лебедєва. Таким чином, новий Фізичний інститут об'єднав в собі традиції голіцинської і лебедєвської наукових шкіл. Очолив Фізичний інститут С. І. Вавілов — учень П. П. Лазарєва (асистента і найближчого помічника П. М. Лебедєва).
Хоча спеціальністю С. І. Вавілова була фізична оптика, коло його наукових інтересів був значно ширше. Зокрема, він усвідомлював важливість фізики атомного ядра, яка швидко розвивалася в той час, і необхідність підтримки «нової фізики», яка виникла на початку XX століття — теорії відносності і квантової механіки. Він також добре розумів, що для сучасної фізики теорія не менш важлива, ніж експеримент, і що ці дві частини фізичної науки нерозривно пов'язані між собою. С. І. Вавілов поставив на меті створити «поліфізичний» інститут, в якому поєднувалися б основні напрями сучасної фізики, які диктуються логікою розвитку науки, і при цьому кожен напрямок очолювалося б першокласним фахівцем.
Незабаром тут з'явилася Лабораторія атомного ядра, яку очолив Д. В. Скобєльцин; Лабораторія фізики коливань під керівництвом Н. Д. Папалексі; Лабораторія фізичної оптики (Г. С. Ландсберг); Лабораторія люмінесценції (С. І. Вавилов); Лабораторія спектрального аналізу (С. Л. Мандельштам), Лабораторія фізики діелектриків (Б. М. Вул); Лабораторія теоретичної фізики (І. Є. Тамм); Лабораторія акустики (М. М. Андреєв). З 1934 по 1937 рік до складу Інституту входила також Лабораторія поверхневих явищ, якою керував П. О. Ребіндер.

### Велика Вітчизняна війна
Після початку Великої Вітчизняної війни Фізичний інститут переїхав з Москви в Казань і до своєї реевакуації восени 1943 року розташовувався в приміщенні Фізичного практикуму Казанського університету. Практично вся робота інституту була підпорядкована військовій тематиці. Лабораторія люмінесценції розробила і впровадила у виробництво світятні склади для авіаційних приладів та інфрачервоні біноклі. Лабораторія атомного ядра запропонувала військовій промисловості рентгеноскопічні прилади для контролю клапанів авіаційних двигунів і гамма-товщиноміри для перевірки якості стволів гармат. В Лабораторії діелектриків навчилися готувати високоміцну температурно-стабільну кераміку для радіоконденсаторів і передали її технологію промисловості. Фактично ці роботи заклали основи вітчизняного виробництва керамічних конденсаторів. Знайдені методи металізації паперу також були використані промисловістю для виготовлення паперових конденсаторів.
Акустики ФІАН працювали за завданням Військово-морського флоту на Чорному і Балтійському морях, дистанційно знешкоджуючи безконтактні акустичні міни. Теоретики ФІАН розробили електродинамічну теорію шаруватих магнітних антенних сердечників і теорію поширення радіохвиль вздовж реальної земної поверхні, яка дозволила з високою точністю визначати положення наземних і надводних об'єктів.
Фахівці з коливаннь створили нові типи чутливих літакових антен. Оптична лабораторія передала металургійним, авіаційним і танковим заводам експрес-методи і переносні прилади (стилоскопи) для спектрального аналізу складу сталей і сплавів. Госпіталі отримали новий стереоскопічний прилад для аналізу рентгенівських знімків.
Після повернення ФІАН восени 1943 року до Москви почався перехід від військово-прикладних досліджень до фундаментальних. Регулярно запрацював теоретичний семінар під керівництвом І. Є. Тамма. У 1944 році В. Й. Векслер запропонував, а Є. Л. Фейнберг теоретично обґрунтував так званий принцип автофазування прискорених релятивістських заряджених частинок, який уможливив створення сучасних прискорювачів високих енергій. У той період прискорювальна тематика стала основною «точкою зростання» ФІАН. Були послідовно введені в дію електронні синхротрони і протонний прискорювач, який став моделлю майбутнього Дубнинського синхрофазотрона і пізніше був перетворений на електронний синхротрон. Після цього в ФІАН почалися інтенсивні дослідження фотоядерних і фотомезонних процесів.

### Повоєнні роки
У повоєнний час були продовжені експерименти з космічними променями — тоді єдиним джерелом частинок дуже високої енергії. Інтерес до подібних досліджень посилився у зв'язку з Радянським атомним проектом. Ще в 1944 році відбулася перша Памірська експедиція, очолена В. Й. Векслером. До 1947 року на Памірі була споруджена високогірна наукова станція ФІАН з вивчення космічних променів. Ці дослідження ознаменувалися видатними результатами — відкриттям ядерно-каскадного процесу, що викликається первинними космічними частинками в атмосфері Землі. У 1946 році під Москвою було засновано Долгопрудненську наукову станцію під керівництвом С. М. Вєрнова для висотного моніторингу космічних променів. За ініціативою С. І. Вавілова, який прагнув зосередити дослідження космічних променів в рамках єдиного інституту, в 1951 році у ФІАН з Інституту фізичних проблем було переведено лабораторію, очолювану А. В. Аліханьяном, яка займалася вивченням складу і спектрів космічного випромінювання на високогірній станції «Арагац» у Вірменії.
У 1946 році теоретики ФІАН В. Л. Гінзбург і В. М. Франк «на кінчику пера» відкрили перехідне випромінювання заряджених частинок, які перетинають межу двох різнорідних середовищ. Передбачене перехідне випромінювання було експериментально виявлено О. Є. Чудаковим в 1955 році. Надалі це явище активно вивчалася в Лабораторії елементарних часток у ФІАНі з метою створення на його базі детектора для фізики високих енергій.
На початку 1950-х років теоретики І. Є. Тамм, А. Д. Сахаров, В. Л. Гінзбург, В. І. Рітус, Ю. О. Романов зіграли важливу роль в розробці "ядерного щита" СРСР — термоядерної зброї.
У 1951 році ФІАН переїхав у нову будівлю на Ленінському проспекті, яку він займає і в даний час[коли?].
У 1967 році Фізичний інститут був нагороджений орденом Леніна.

## Склад і структура
Сьогодні[коли?] колектив інституту нараховує близько 1600 осіб; з них 800 наукових співробітників, серед них 24 члени РАН, близько 200 докторів та більше 400 кандидатів наук. Інститут має філії у Троїцьку, Самарі, Протвіно, в Республіці Казахстан неподалік м. Алмати, радіоастрономічну обсерваторію в місті Пущино і лабораторію в Долгопрудному.
Щорічно науковими співробітниками ФІАН публікується близько 20 монографій, приблизно 1500 статей в російських і закордонних журналах, доповідей на конференціях. За даними на 2008 рік, три фіанівських фізики мають надзвичайно високий індекс цитування за 22 роки: 18640 (В. Л. Гінзбург), 16066 (В. Є. Захаров), 13525 (А. О. Цейтлін). При цьому середній індивідуальний індекс цитування авторів ФІАН у 2008 р. на першому місці в Росії.
Відділи ФІАН
- Астрокосмічний центр
- Відділення квантової радіофізики ім. М. Г. Басова
- Відділення оптики
- Відділення теоретичної фізики ім. В. Є. Тамма
- Відділення фізики твердого тіла
- Відділення ядерної фізики та астрофізики

## Директори
- академік С. І. Вавілов (1934—1951).
- академік Д. В. Скобєльцин (1951—1972).
- академік М. Г. Басов (1973—1988).
- академік Л. В. Келдиш[ru] (1989—1994).
- академік О. М. Крохін[ru] (1994—2004).
- академік Г. А. Мєсяц (2004—2015).
- член-кореспондент РАН М. М. Колачевський[ru] (з 2015).

## Співробітники інституту — нобелівські лауреати
- 1958 — академіки П. О. Черенков, І. Є. Тамм, І. М. Франк — «За відкриття і тлумачення ефекту Вавилова — Черенкова»

- 1964 — академіки М. Г. Басов, О. М. Прохоров — «За фундаментальну роботу в галузі квантової електроніки, яка привела до створення генераторів і підсилювачів, заснованих на лазерно-мазерному принципі»

- 1975 — академік А. Д. Сахаров — Премія миру «За безстрашну підтримку фундаментальних принципів миру між людьми і за мужню боротьбу зі зловживанням владою і будь-якими формами придушення людської гідності»

- 2003 — академік В. Л. Гінзбург — «За піонерський внесок у теорію надпровідності і надплинності»

## Основні результати досліджень співробітників інституту
- Формула Льовшина — Перрена (1925) — В. Л. Льовшин[ru]
- Розсіяння Мандельштама — Бріллюена (1926) — Л. І. Мандельштам
- Закон Вавилова (1927) — С. І. Вавилов
- Метод Гартрі — Фока (1928—1930) — В. О. Фок і Д. Гартрі
- Рівні Тамма (1932) — І. Є. Тамм
- Ефект Вавилова — Черенкова (1934) — С. І. Вавилов, П. О. Черенков
- Принцип автофазування (1944) — В. Й. Векслер і Е. Макміллан
- Теорія Гінзбурга — Ландау (1950) — В. Л. Гінзбург і Л. Д. Ландау
- Ефект Франца — Келдиша (1958) — Л. В. Келдиш[ru] і В. Франц[en]

## Найбільш значні роботи ФІАН
Серед наукових відділень ФІАН (в основному чітко орієнтованих тематично) виділяється Відділення теоретичної фізики, співробітники якого працюють практично у всіх галузях фізики. У роботах ветерана відділення, нобелівського лауреата В. Л. Гінзбурга передбачено існування термоелектричних явищ у надпровідниках, розвинено феноменологічну теорію сегнетоелектричних явищ, створено феноменологічну теорію надпровідності і надплинності рідкого гелію, розроблено теорію поширення радіохвиль у плазмі — такий далеко не повний перелік результатів, отриманих однією людиною.
Співробітники Відділення займаються фундаментальними питаннями квантової теорії поля і теорії суперструн. Зокрема, в рамках цього напрямку розвинено функціональне формулювання квантової теорії поля і квантової статистики (Ю. С. Фрадкін). Побудовані універсальні методи квантування калібрувальних теорій (І. А. Баталін, Г. О. Вилковиський, І. В. Тютін, Ю. С. Фрадкін). Розвинена теорія калібрувальних полів вищих спінів (Ю. С. Фрадкін, М. А. Васильєв).
Наприкінці 1950 — початку 1960-х років Л. В. Келдиш виконав серію фундаментальних робіт з міжзонного пружного і непружного тунелювання носіїв у напівпровідниках, що відразу принесло йому світову популярність. Л. В. Келдиш вперше запропонував використовувати просторово-періодичні поля для формування штучних спектрів кристалів через викликані такими полями додаткові бреггівські відбиття. Надалі ця ідея реалізувалася у створенні штучних надрешіток. Одне з передбачених ним явищ — зсув краю поглинання в кристалах в електричному полі — назвали «ефект Франца-Келдиша». Велике значення для лазерної фізики мала розроблена Л. В. Келдишем теорія багатофотонної йонізації атомів у полі інтенсивної електромагнітної хвилі.
У 2001-2010 роках в Лабораторії рентгенівської астрономії Сонця Відділення оптики ФІАН виконано цикл робіт з космічних досліджень активних процесів на Сонці в максимумі і на фазі спаду сонячної активності. Дослідження проводилися за допомогою розроблених в Лабораторії комплексів апаратури СПІРИТ і ТЕСИС, які працювали на борту сонячних обсерваторій серії КОРОНАС. Багато приладів у складі цих комплексів досі не мають аналогів в сонячній рентгенівській астрономії. Всього на Землю в результаті проведених експериментів надійшло більше мільйона нових зображень та спектрів Сонця, а також кілька десятків годин відеоматеріалів.
ФІАН виконує значний обсяг експериментальних робіт в ЦЕРН на Великому адронному колайдері. ATLAS — один з двох найбільших експериментів на ВАК, які націлені на вивчення фундаментальних властивостей матерії за надвисоких енергій. Для експерименту ATLAS співробітниками ФІАН у співпраці з іншими російськими і закордонними групами створено трековий детектор перехідного випромінювання TRT.
Розроблений групою співробітників ФІАН Повністю Автоматизований ВИмірювальний КОМплекс (ПАВИКОМ) використовується[коли?] для високотехнологічної обробки даних, отриманих в експериментах з використанням емульсійних і твердотільних трекових детекторів, в ядерній фізиці, фізиці космічних променів і фізиці високих енергій. ПАВИКОМ офіційно акредитований як учасник міжнародного експерименту OPERA. Крім того, за ініціативою В. Л. Гінзбурга були розпочаті дослідження з пошуку високоенергійних надважких ядер елементів у складі космічних променів. Цей напрямок досліджень належить до числа найбільш значущих і актуальних завдань сучасної ядерної фізики і астрофізики. В даний час виконуються дослідження треків ядер у кристалах олівіну з метеоритів.
У ФІАН також розвиваються два великих космічних проекти: «Радіоастрон» і «Міліметрон».

## Формування нових наукових установ на основі наукових підрозділів і кадрів ФІАН
- 1937 — Колоїдно-електрохімічний інститут (П. О. Ребіндер).
- 1946 — Науково-дослідний інститут ядерної фізики МДУ (Д. В. Скобєльцин).
- 1946 — Радіотехнічна лабораторія АН СРСР (О. Л. Мінц), з 1957 р. — Радіотехнічний інститут АН СРСР[ru].
- 1947 — Обнінська науково-дослідна лабораторія (Д. І. Блохінцев), у 1950 р. перетворена у Фізико-енергетичний інститут[ru].
- 1951 — Лабораторія високих енергій Об'єднаного інституту ядерних досліджень (р. Дубна; В. Й. Векслер).
- 1953 — Акустичний інститут АН СРСР[ru] (М. М. Андрєєв, Л. М. Бреховських).
- 1956 — Лабораторія нейтронної фізики Об'єднаного інституту ядерних досліджень (р. Дубна; В. М. Франк).
- 1962 —  (А. В. Ржанов[ru]).
- 1968 — Інститут спектроскопії АН СРСР[ru] (Л. І. Мандельштам).
- 1970 — Інститут ядерних досліджень АН СРСР (А. Н. Тавхелідзе[ru]).
- 1982 — Інститут загальної фізики АН СРСР[ru] (О. М. Прохоров)
- 1992 — Кримська лазерна обсерваторія (Ю. Л. Кокурін[ru])